# Шахта «Трудівська»
ДВАТ Шахта «Трудівська» — вугільна шахта в місті Донецьку, входить до Державної холдингової компанії «Донвугілля». В грудні 2015 р. територія шахти була захоплена НЗФ "ДНР" під керівництвом кадрового російського військового "Копьє".

## Характеристика
- Фактичний видобуток 3858 т/добу (1990), 1907 (1999). У 2003 р. видобуто 698 тис. т вугілля.
- Максимальна глибина 1090 м (1990), 815 м (1999).
- Протяжність підземних виробок 74,9 км (1990), 53,1 км (1999).
- Вугільні пласти m3, l4, k8 (1990—1999). Потужність пластів 1,1-1,5 м. Кути падіння пластів 10-12°.
- Кількість очисних вибоїв 4 (1990), 2 (1999), підготовчих вибоїв 12 (1990), 5 (1999).
- Шахта небезпечна за вибухом вугільного пилу.
- Кількість працюючих: 4754/3118 осіб, в тому числі підземних 3378/2317 осіб (1990/1999).

## Відомі шахтарі
На шахті працював Поліщук Анатолій Денисович (нар. 1940) - колишній гірничий очисного вибою дільниці № 3, заслужений шахтар України, Герой Соціалістичної Праці, нагороджений орденом Леніна.

## Галерея

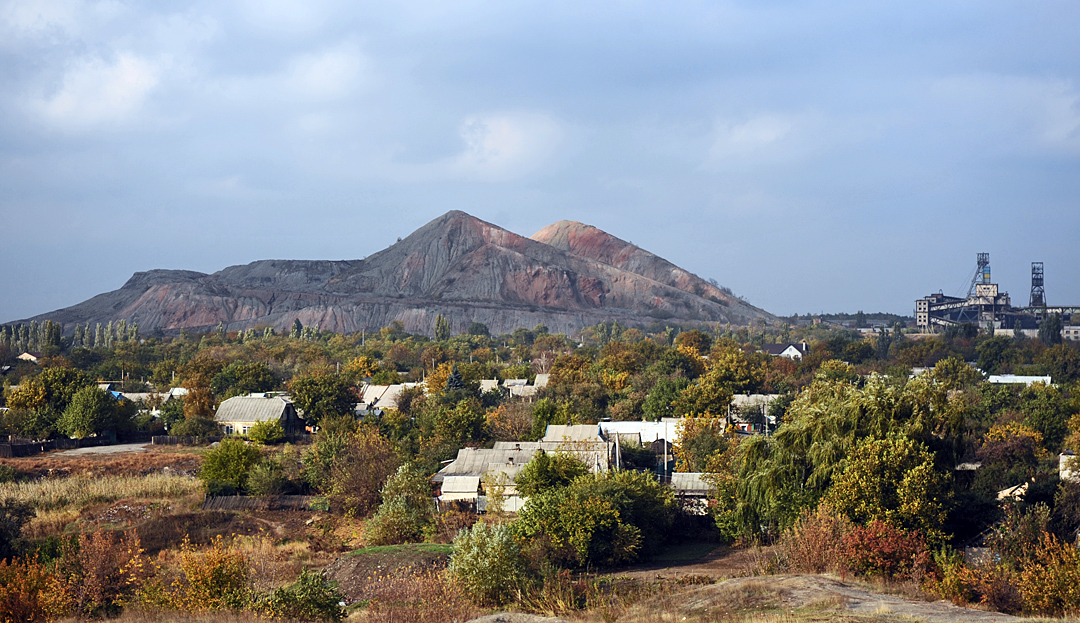
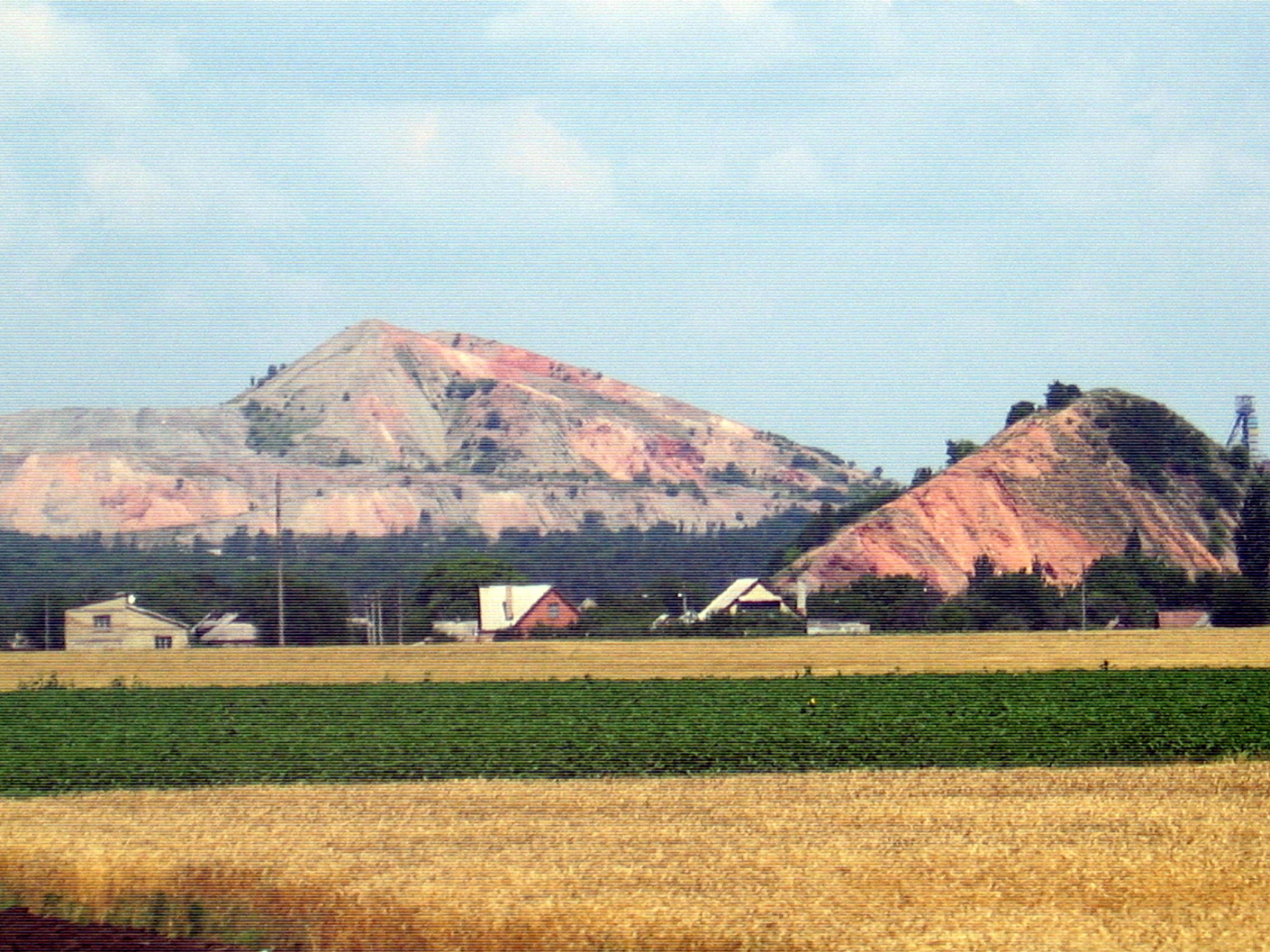
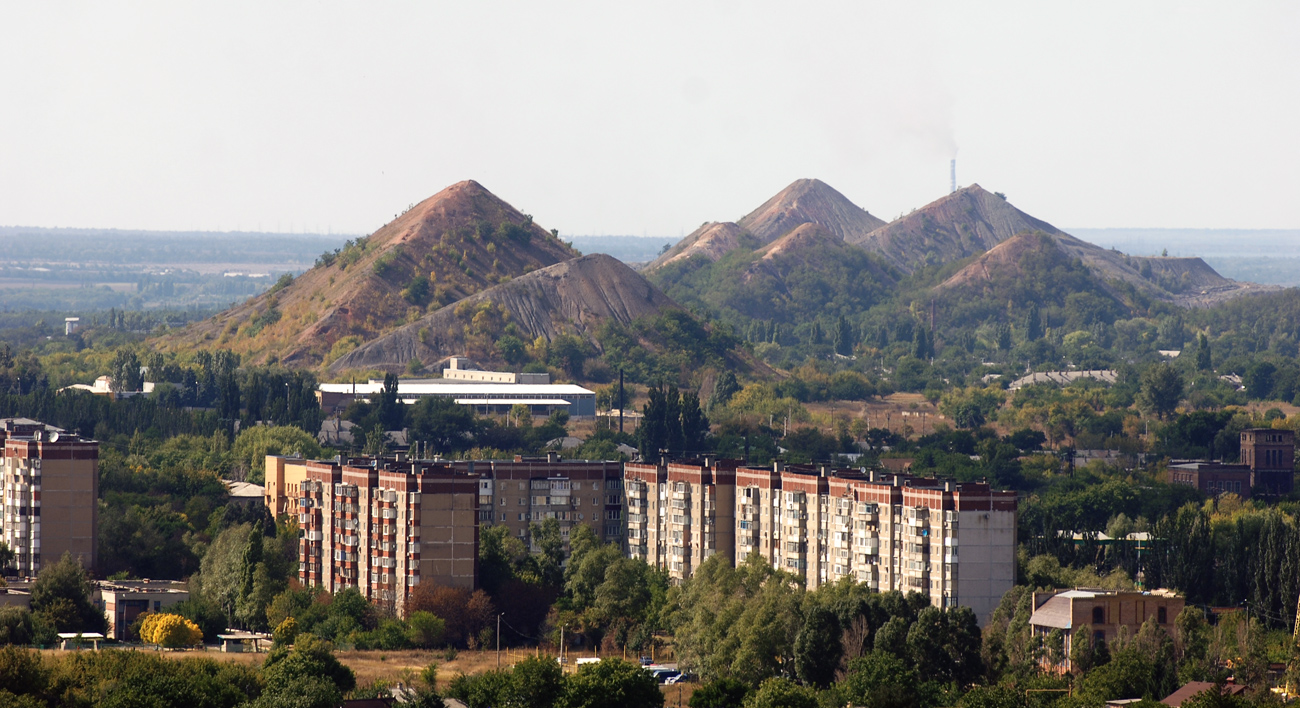
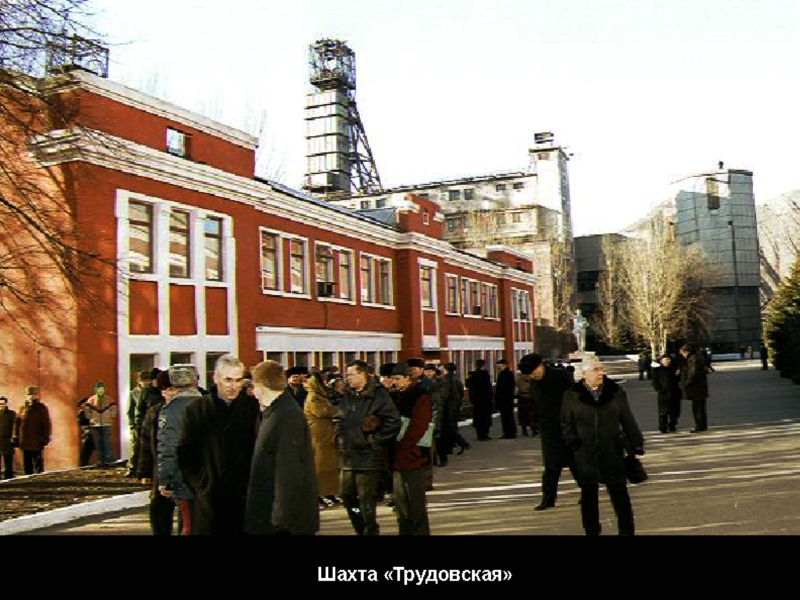